# Гопкінсвілл (Кентуккі)
Гопкінсвілл (англ. Hopkinsville) — місто (англ. city) в США, в окрузі Крістіан штату Кентуккі. Населення — 31 180 осіб (2020).

## Географія
Гопкінсвілл розташований за координатами 36°50′21″ пн. ш. 87°28′25″ зх. д. / 36.83917° пн. ш. 87.47361° зх. д. (36.839284, -87.473544). За даними Бюро перепису населення США в 2010 році місто мало площу 79,76 км², з яких 79,42 км² — суходіл та 0,35 км² — водойми.

### Клімат
| Клімат : Гопкінсвілл                                    | Клімат : Гопкінсвілл | Клімат : Гопкінсвілл | Клімат : Гопкінсвілл | Клімат : Гопкінсвілл | Клімат : Гопкінсвілл | Клімат : Гопкінсвілл | Клімат : Гопкінсвілл | Клімат : Гопкінсвілл | Клімат : Гопкінсвілл | Клімат : Гопкінсвілл | Клімат : Гопкінсвілл | Клімат : Гопкінсвілл | Клімат : Гопкінсвілл |
| Показник                                                | Січ.                 | Лют.                 | Бер.                 | Квіт.                | Трав.                | Черв.                | Лип.                 | Серп.                | Вер.                 | Жовт.                | Лист.                | Груд.                | Рік                  |
| Абсолютний максимум, °C                                 | 25,6                 | 27,8                 | 34,4                 | 35,0                 | 37,8                 | 41,1                 | 43,3                 | 43,9                 | 42,2                 | 36,7                 | 30,6                 | 25,6                 | 43,9                 |
| Середній максимум, °C                                   | 7,4                  | 9,3                  | 15,1                 | 20,8                 | 25,8                 | 30,4                 | 32,4                 | 32,1                 | 28,8                 | 22,7                 | 15,1                 | 8,8                  | 20,8                 |
| Середній мінімум, °C                                    | −3,4                 | −2,4                 | 2,4                  | 7,3                  | 12,4                 | 17,2                 | 19,1                 | 18,4                 | 14,6                 | 7,9                  | 2,3                  | −1,9                 | 7,9                  |
| Абсолютний мінімум, °C                                  | −28,9                | −30                  | −19,4                | −6,7                 | −1,1                 | 4,4                  | 7,2                  | 5,0                  | −0,6                 | −6,7                 | −20                  | −30                  | −30                  |
| Норма опадів, мм                                        | 120                  | 100                  | 127                  | 115                  | 116                  | 103                  | 101                  | 87                   | 84                   | 81                   | 108                  | 105                  | 1247                 |
| ------------------------------------------------------- | -------------------- | -------------------- | -------------------- | -------------------- | -------------------- | -------------------- | -------------------- | -------------------- | -------------------- | -------------------- | -------------------- | -------------------- | -------------------- |
| Джерело: https://wrcc.dri.edu/cgi-bin/cliMAIN.pl?ky3994 |                      |                      |                      |                      |                      |                      |                      |                      |                      |                      |                      |                      |                      |

## Демографія
Згідно з переписом 2010 року, у місті мешкало 31 577 осіб у 12 854 домогосподарствах у складі 8068 родин. Густота населення становила 396 осіб/км². Було 14318 помешкань (180/км²).
Расовий склад населення:
| - 62,6 % — білих - 31,9 % — чорних або афроамериканців - 1,1 % — азіатів - 0,4 % — корінних американців - 0,1 % — вихідців з тихоокеанських островів - 1,4 % — осіб інших рас |

До двох чи більше рас належало 2,5 %. Частка іспаномовних становила 3,5 % від усіх жителів.
За віковим діапазоном населення розподілялося таким чином: 25,0 % — особи молодші 18 років, 60,5 % — особи у віці 18—64 років, 14,5 % — особи у віці 65 років та старші. Медіана віку мешканця становила 36,1 року. На 100 осіб жіночої статі у місті припадало 89,1 чоловіків; на 100 жінок у віці від 18 років та старших — 84,0 чоловіків також старших 18 років.
Середній дохід на одне домашнє господарство становив 48 870 доларів США (медіана — 34 614), а середній дохід на одну сім'ю — 59 718 доларів (медіана — 44 387). Медіана доходів становила 40 565 доларів для чоловіків та 28 489 доларів для жінок. За межею бідності перебувало 22,5 % осіб, у тому числі 30,4 % дітей у віці до 18 років та 12,1 % осіб у віці 65 років та старших.
Цивільне працевлаштоване населення становило 12 342 особи. Основні галузі зайнятості: освіта, охорона здоров'я та соціальна допомога — 26,9 %, виробництво — 20,1 %, роздрібна торгівля — 13,1 %, мистецтво, розваги та відпочинок — 7,8 %.

## Видатні особистості
- Джон Брім (1922—2003) — американський блюзовий гітарист і співак.
- Едгар Кейсі (1877—1945) — американський ясновидець.
- Едлай Юінґ Стівенсон I (1835—1914) — американський політик і 23-й віцепрезидент США з 1893 по 1897 рік.